# Nomada siccorum
Nomada siccorum är en biart som beskrevs av Cockerell 1919. Nomada siccorum ingår i släktet gökbin, och familjen långtungebin. Inga underarter finns listade i Catalogue of Life.